# Krasnaja plosjjad
Krasnaja plosjjad (russisk: Красная площадь) er en sovjetisk spillefilm fra 1970 af Vasilij Ordynskij.

## Medvirkende
- Sergej Jakovlev som Lenin
- Aleksandr Kutepov som Jakov Sverdlov
- Vjatjeslav Sjalevitj som Nikolaj Kutasov
- Stanislav Ljubsjin som Dmitrij Amelin
- Valentina Maljavina som Natasja Kutasova